# Babakove, Nedrîhailiv
Babakove (în ucraineană Бабакове) este un sat în așezarea urbană Ternî din raionul Nedrîhailiv, regiunea Sumî, Ucraina.

## Demografie
Componența lingvistică a localității Babakove
     Ucraineană (100%)
Conform recensământului din 2001, toată populația localității Babakove era vorbitoare de ucraineană (100%).